# 1891 год в литературе

## События
- В городе Москве издана Библейская энциклопедия архимандрита Никифора.

## Книги
- «Бабы» — рассказ А. П. Чехова.
- Без дна — роман французского писателя Шарля Гюисманса
- Белый отряд — роман Артура Конан Дойля.
- «Дуэль» — повесть А. П. Чехова.
- «Миссис Бреникен» — произведение Жюля Верна.
- «Открытие Рафлза Хоу» — роман Артура Конан Дойля.
- «Оскорблённая Нетэта» — повесть Н. С. Лескова.
- «Саломея» — пьеса Оскара Уайльда.
- «Тэсс из рода д’Эрбервиллей» — роман Томаса Харди.
- «Юбилей» — пьеса А. П. Чехова.
- Pollice verso («Добей его!») — роман Алексея Алексеевича Тихонова (псевдоним «Луговой»).
- Союз рыжих - Артур Конан Дойль.
- «Чёртовы куклы» — роман Николая Лескова.

## Родились
- 15 января — Осип Эмильевич Мандельштам, русский поэт, переводчик и литературовед (умер в 1938 году).
- 27 января — Илья Эренбург, русский поэт, писатель, переводчик (умер в 1967 году).
- 6 февраля – Адриан Маниу, румынский поэт, драматург, переводчик и литературный критик.
- 15 мая — Михаил Афанасьевич Булгаков, русский писатель (умер в 1940 году).
- 22 мая — Йоганнес Бехер, немецкий поэт (умер в 1958 году).
- 5 июля — Борис Андреевич Лавренёв, русский писатель (умер в 1959 году).
- 2 августа — Виктор Максимович Жирмунский, российский лингвист и литературовед (умер в 1971 году).
- 20 сентября — Курт Гейнике, немецкий писатель и поэт (умер в 1985 году).
- 22 сентября — Рувим Исаевич Фраерман, советский детский писатель и журналист, военный корреспондент (умер в 1972 году).
- 7 ноября — Дмитрий Андреевич Фурманов, русский советский писатель, автор романа «Чапаев» (умер в 1926).
- 17 ноября — Сигурд Кристиансен, норвежский писатель и драматург (умер в 1947 году).
- 9 декабря — Максим Богданович, белорусский поэт (умер в 1917 году).
- 26 декабря — Генри Миллер, американский писатель (умер в 1980 году).

## Умерли
- 28 марта — Фридрих Штольце, немецкий поэт, писатель, издатель и редактор (род. в 1816).
- 8 мая — Елена Петровна Блаватская, русская писательница и теософ (родилась в 1831).
- 9 мая — Адам Станислав Красинский, польский церковный деятель, филолог, поэт, переводчик (родился в 1810).
- 29 мая — Перегрин Обдржалек, чешский священник и писатель (родился в 1825).
- 21 сентября — Адольф Жозеф Каркассонн, французский поэт и драматург (родился в 1829).
- 27 сентября — Иван Александрович Гончаров, русский писатель (родился в 1812).
- 28 сентября — Герман Мелвилл, американский писатель (родился в 1819).
- 17 октября – Джеймс Партон, американский писатель.
- 4 ноября — Франсиско Гомес де Аморим, португальский поэт и писатель (род. 1827).
- 19 ноября — Гергей Чики, венгерский драматург, переводчик (родился в 1842).
- 24 ноября — Константин Николаевич Леонтьев, русский философ, писатель, публицист и дипломат (родился в 1831).
- 11 декабря — Александр Афанасьевич Потебня, украинский и русский языковед и литературовед (родился в 1835).
- 13 декабря — Уильям Вилс, английский драматург и прозаик (родился в 1828).